# Otak-otak
L'otak-otak est un plat de poisson grillé à base de chair de poisson hachée, mélangée avec de l'amidon de tapioca et des épices. C'est un plat très répandu en Asie du Sud-Est, et spécialement en Indonésie, en Malaisie et Singapour, où il est servi frais, enveloppé dans une feuille de bananier. Il peut être consommé seul en snack ou en plat principal accompagné de riz.
Otak signifie « cerveau » en indonésien et en malais, sa couleur et sa texture s'en rapprochant. Cependant, cela peut se révéler vrai en Indonésie, contrairement à la Malaisie et Singapour où ce plat aura une couleur rouge-orange, par l'ajout de piment, de curcuma et de curry.

## Distribution

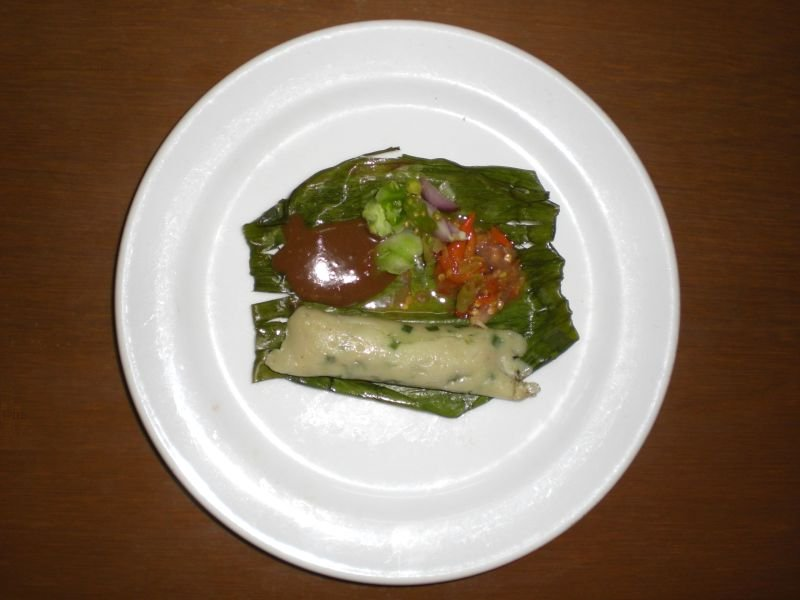
Otak-otak à Makassar (Indonésie).

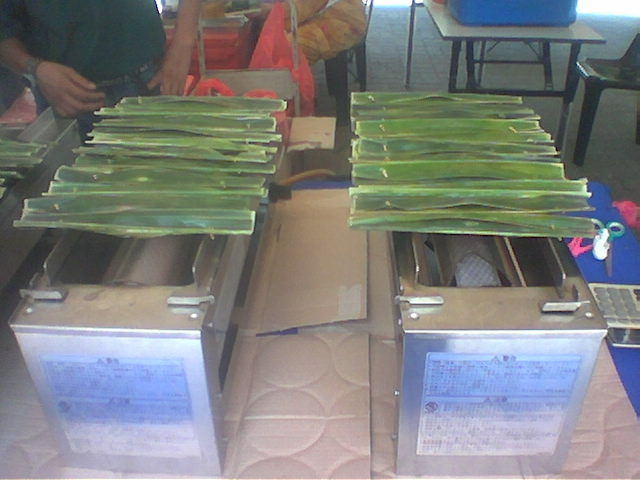
Otak-otak au gril en Malaisie.

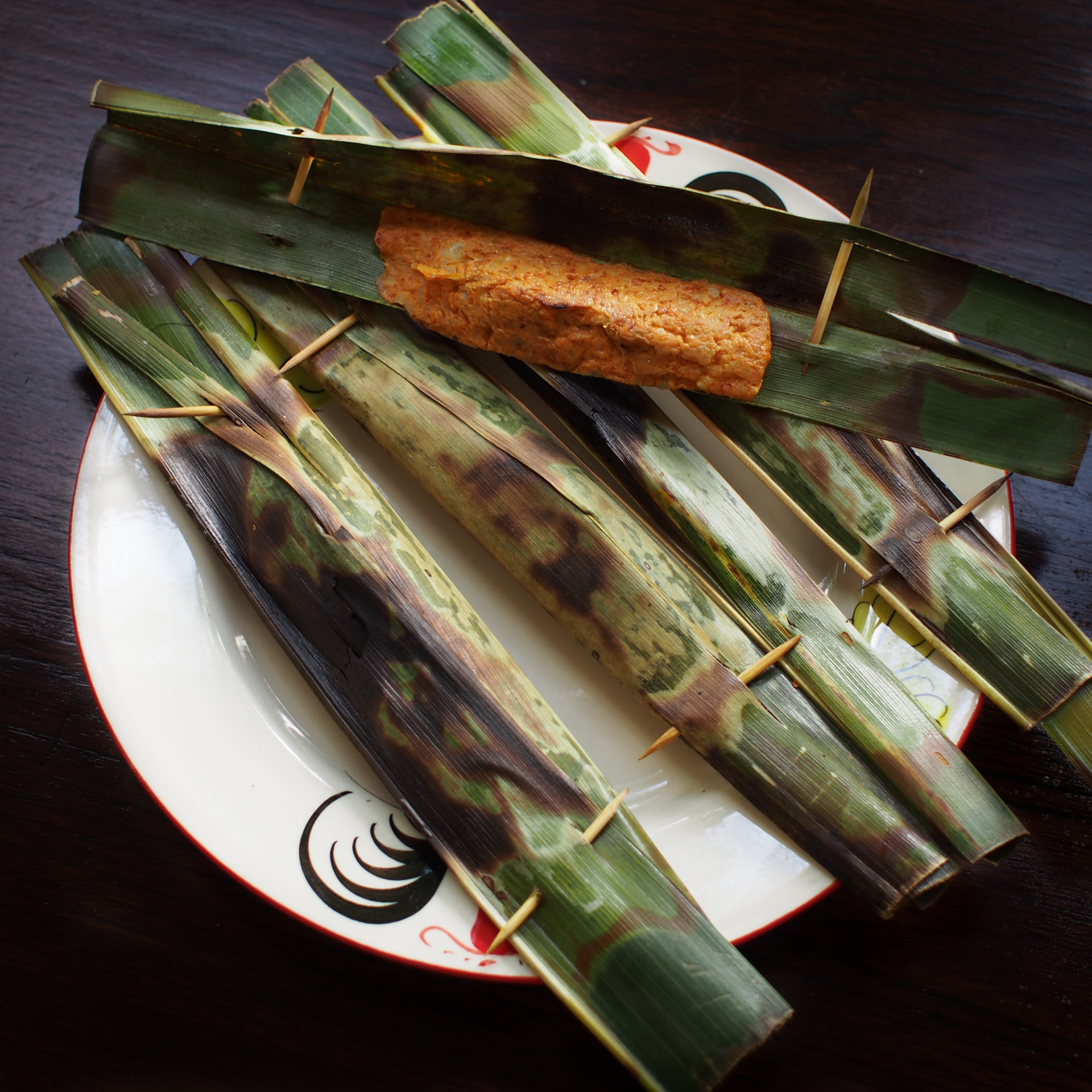
Otak-otak de Katong (Singapour). Les otak-otak en Malaisie et Singapour sont plus foncés.

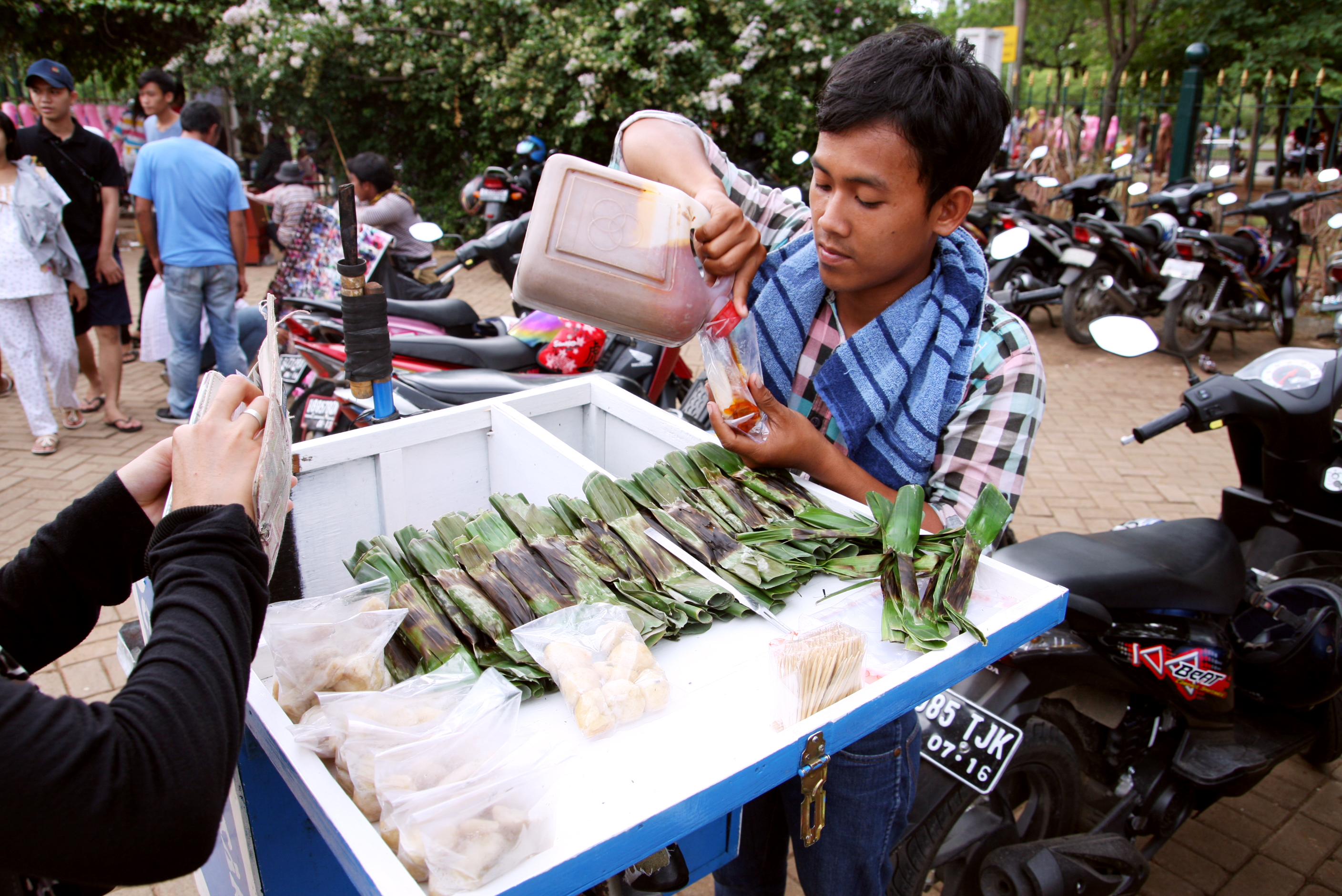
Vendeur d'otak-otak, garnissant le plat de sauce arachide.

On trouve l'otak-otak dans de nombreux endroits d'Indonésie, de Malaisie et Singapour. En Indonésie, trois villes sont réputées pour leurs otak-otak : Palembang, Jakarta et Makassar. Cependant, la plupart des villes côtières d'Indonésie sont familières de cet plat. En Malaisie, la ville de Muar, dans l'État de Johor, est également prisée pour ce plat. Il est appelé otah à Singapour.

## Composition
L'otak-otak est réalisé en mélangeant de la pâte de poisson avec des épices. Les espèces de poissons utilisés varient, le maquereau est surtout utilisé en Malaisie, tandis que l'ikan tenggiri (thazard noir) est plus populaire en Indonésie. Mais on peut retrouver également du bandeng (Chanos) et de l'ikan belida (Chitala). Le poisson haché et l'amidon sont assaisonnés d'ail, d'échalote, de lait de coco, de poivre, de sel et de sucre.
En Indonésie, le mélange contient habituellement la pâte de poisson, les échalotes, l'ail, les cébettes, de l'œuf, du lait de coco, et de l'amidon de sagou ou de tapioca. En Malaisie, il consiste en un mélange de poisson haché, de piment, d'ail, d'échalote, de curcuma, de citronnelle et de lait de coco. Le mélange est ensuite enroulé dans une feuille de bananier puis grillé ou bouilli.
À Makassar, l'ingrédient principal est le maquereau espagnol.
En Malaisie, il est d'usage d'enlever les arêtes du poisson. De plus, il peut aussi être enveloppé dans des feuilles d'attap (Arenga pinnata). Le poisson peut aussi être remplacé par des crevettes, des seiches, des têtes de poisson et même du poulet.

## Variantes régionales
En Indonésie, l'otak-otak est généralement associé à la ville de Palembang, au sud de Sumatra, où il est consommé avec du cuko (sauce vinaigrée, épicée et aigre-douce de Palembang), tandis qu'à Jakarta, il est consommé avec une sauce arachide.

## Plat similaire
Une variante d'otak-otak de Terengganu est appelée sata (en). Un plat similaire indonésien utilisant de la feuille de bananier est appelé pepes (en). L'otak-otak se rapproche du Szczecin paprikas (polonais : paprykarz Szczeciński).